# 日本の陸上競技の実業団の一覧
日本の陸上競技の実業団の一覧（にほんのりくじょうきょうぎのじつぎょうだんのいちらん）とは、日本の陸上競技大会に登録している実業団の一覧である。トラック&フィールドの選手は全日本実業団対抗陸上競技選手権大会、長距離走の選手は全日本実業団対抗駅伝大会・全日本実業団対抗女子駅伝競走大会が最高峰の大会となる。また両大会とも各地区ごとに予選会が行われている。

## 地区分類
- 東日本地区…北海道、青森県、岩手県、宮城県、秋田県、山形県、福島県、茨城県、栃木県、群馬県、埼玉県、千葉県、東京都、神奈川県、山梨県
- 北陸地区…新潟県、富山県、石川県、福井県
- 中部地区…長野県、岐阜県、静岡県、愛知県、三重県
- 関西地区…滋賀県、京都府、大阪府、兵庫県、奈良県、和歌山県、香川県、愛媛県、徳島県、高知県
- 中国地区…鳥取県、島根県、岡山県、広島県、山口県
- 九州地区…福岡県、佐賀県、長崎県、熊本県、大分県、宮崎県、鹿児島県、沖縄県

## 実業団一覧
- 一部のみ記載。下記以外にも、行政機関（県庁、市役所など）の所属や、出身学校の職員として「○○学校クラブ」などの登録名で活動しているケースもある。地区によってはクラブチームにも門戸を開いている。
- 太字は全日本実業団対抗駅伝大会・全日本実業団対抗女子駅伝競走大会に出場したことのある実業団。

### 東日本
- 山形市役所
- ALSOK綜合警備（綜合警備保障）
- ALSOK群馬
- ENEOS（旧：日本石油→日石三菱→新日本石油→JXTGエネルギー）
- JALグランドサービス（旧：AGS→JAL AGS、2010年3月廃部[1]）
- JR東日本（八王子支社管轄）
- Office24（旧：スクラム）
- SUBARU（旧：富士重工）
- アイデム
- リクルート（2001年9月廃部）
- アコム（2010年3月廃部[2]）
- ユニバーサルエンターテインメント（旧：アルゼ）
- エスビー食品（旧：ヱスビー食品。2000年を最後に駅伝から撤退、2013年3月廃部[3]。選手・スタッフは新設のDeNAに移籍）
- 横浜DeNAランニングクラブ（2018年を最後に駅伝から撤退。2020年度をもって廃部、選手個人へのサポートに移行[4]）
- Kao（旧：鐘淵紡績→鐘紡→（旧）カネボウ→カネボウ化粧品。2006年度より運営母体をカネボウ化粧品に移管し拠点を山口県から東京都に移転、2022年10月より運営母体を花王に移管[5]）
- クレーマージャパン
- ゴールドウイン
- コニカミノルタ（旧：小西六→コニカ）
- コモディイイダ（旧：飯田百貨店）
- サンベルクス
- しまむら
- スターツ
- セガサミー（2008年3月廃部[6]）
- ゼンリン
- デサント
- ナチュリル（2011年3月廃部。所属選手は新設の東邦銀行へ移籍）
- ニシ・スポーツ
- パナソニック（旧：松下通信工業→松下通信→パナソニックモバイル）
- ビケンテクノ
- SII（旧：セイコー電子工業→セイコーインスツルメンツ→エスアイアイ）
- ファイテン
- プレス工業
- ホクレン（2023年3月解散[7]）
- ボッシュ（旧：ヂーゼル機器→ゼクセル→ボッシュAS）
- Honda（旧：本田技研埼玉→本田技研工業→ホンダ）
- ミズノ
- モンテローザ（2017年3月廃部[8]、一部選手・スタッフはヤマダ電機へ移籍）
- ヤマダホールディングス（旧：ヤマダ電機）
- ヤクルト
- ラフィネグループ
- 登利平
- 佐田建設（廃部）
- とりせん（廃部）
- 日本精工
- JP日本郵政グループ東京（男子）/JP日本郵政グループ（女子）
- 営団地下鉄（2001年3月廃部、選手・スタッフは新設のアコムへ移籍）
- 東京メトロ
- 警視庁
- 三井住友海上（旧：三井海上）
- 自衛隊体育学校
- 七十七銀行
- 富士フイルムBI秋田
- 小森コーポレーション（旧：小森印刷）
- 新電元工業
- 第一生命グループ
- 長谷川体育施設
- 大京（旧：大京観光、1992年廃部）
- 東京海上日動（旧：東京海上）
- 日産自動車（2009年休部）
- 日清食品グループ（旧：日清食品。1995年に大阪府で創部しその後東京都に移転。2019年に駅伝から撤退、2021年3月廃部[9]）
- 日本ケミコン（2014年3月休部）
- 日本生命（大阪府を拠点としていたが、2002年3月廃部。2017年より桐生祥秀が所属）
- 日立
- ロジスティード（旧：日立電線マラソン部→日立物流グループ陸上部）
- 富士通（川崎市で創部、1997年拠点を千葉市に移転、2026年川崎市に再移転予定[10]）
- 豊田自動織機
- 資生堂（男子は廃部）
- 積水化学（滋賀県で創部しその後千葉県に移転、男子は廃部）
- Honda栃木（旧：本田技研栃木→ホンダ栃木）
- 東京電力グループ（2011年休部）
- 東邦銀行
- NTT東京（旧：電電公社東京→（旧）NTT東京→NTT東日本東京）
- NEC（旧：日本電気、女子は2001年3月・男子は2003年6月廃部。所属選手はホンダや新設の重川材木店等へ移籍）
- NECホームエレクトロニクス（略称：NEC-HE。旧：新日本電気。1996年3月廃部。女子はマラソン主体）
- 八千代工業（2012年に拠点を三重県から埼玉県に移転、2021年3月休部[11]）
- 雪印（2000年廃部[12]）
- 川鉄千葉（2000年廃部）
- 横浜銀行（2000年3月廃部）
- みずほ銀行（旧：富士銀行、2004年3月廃部。選手・スタッフは新設のヤマダ電機に移籍）
- 埼玉りそな銀行（旧：埼玉銀行→協和埼玉銀行→あさひ銀行、2003年8月廃部[13]。選手・スタッフは新設のしまむらに移籍）
- 南陽市役所（市長交代に伴う活動縮小により監督・主力選手の一部はNDソフトへ移籍）
- NDソフト
- 住友VISAカード（旧：住友クレジットサービス、廃部。増田明美が在籍した）
- コトブキヤ
- GMOインターネットグループ
- メイクス
- 埼玉医科大学グループ
- ルートインホテルズ
- TRACK TOKYOランニングクラブ
- MINT TOKYO
- フルヤ金属
- アスリートエージェント
- ニトリ
- 富士山の銘水
- ベアーズ

### 北陸
- YKK（旧：吉田工業）
- アップルスポーツカレッジ
- セキノ興産
- 重川材木店
- サトウ食品新潟アルビレックスランニングクラブ
- 北陸電力
- 北國銀行
- 片山食品
- 高田自衛隊
- ダイシンプラント建設

### 中部
- NTN（旧：東洋ベアリング→東洋ベアリング桑名）
- ジヤトコ
- スズキ（旧：鈴木自動車。2010年3月よりクラブチームに移行、現：スズキアスリートクラブ）
- デンソー（旧：日本電装）
- トヨタ自動車
- トヨタ紡織（旧：アラコ）
- ユタカ技研（2018年3月廃部）
- 愛三工業
- 愛知製鋼
- 小島プレス
- 西濃運輸
- 御殿場滝ヶ原自衛隊
- 日本特殊陶業
- 柳河精機
- トーエネック
- 愛知電機
- UFJ銀行（旧：東海銀行陸上部と旧：三和銀行陸上部が2002年に統合、2005年3月廃部[14]）
- 中央発條
- 守山自衛隊
- ホンダ浜松（旧：本田技研浜松、2004年度をもって廃部）
- 本田技研鈴鹿（廃部）
- 三菱自動車岡崎（女子は廃部）

### 関西
- NTT西日本（旧：電電中国→NTT中国→NTT西日本広島。2004年よりNTT西日本大阪に編入するかたちで拠点を大阪府に移転）
  - NTT西日本大阪（旧：電電近畿→NTT関西。2004年にNTT西日本広島と統合）
- アシックス
- 神戸製鋼（廃部）
- 三田工業（1998年廃部）
- 関西電力（2003年3月廃部[15]）
- 自衛隊大津
- くろしお通信（2006年3月廃部）
- ダイハツ
- ノーリツ
- ピップ
- ワールドワイド・アスリーツ
- ワコール
- 愛媛銀行
- SGホールディングス（旧：佐川急便→SGHグループさがわ→SGホールディングスグループ）
- 山陽特殊製鋼
- 四国電力（2013年3月廃部[16]、一部選手は大塚製薬等へ移籍）
- 住友電工（旧：住友電工伊丹）
- 大阪ガス
- 大阪府警
- 大塚製薬
- 日亜化学
- 兵庫県警
- グローバリー（2005年11月廃部、選手・スタッフは新設のシスメックスに移籍）
- シスメックス
- 岩谷産業
- センコー
- 新日本住設グループ

### 中国
- JFEスチール（旧：日本鋼管→日本鋼管福山→NKK→JFE）
- エディオン（旧：ダイイチ→デオデオ。 2019年3月より拠点を大阪府吹田市に移転したが、登録は引き続き中国地区）
- トクヤマ
- ホシザキ（旧：ホシザキ電機）
- マツダ（旧：東洋工業）
- 丸久（1997年8月廃部、選手・スタッフは新設のユニクロに移籍[17]）
- ユニクロ
- ワールドウイング
- 旭化成水島
- 三菱自動車水島
- 中国電力
- 中電工
- 天満屋
- 東洋鋼鈑
- 日本製鉄瀬戸内（旧：日新製鋼呉→日新製鋼→日鉄日新製鋼）
- 芙蓉（廃部）
- 三菱重工広島
- 鳥取三洋電機
- 一宮運輸
- 倉敷化工
- 出光興産
- 協和発酵バイオ（旧：協和発酵防府）
- 自衛隊海田（旧：自衛隊第13旅団）
- 自衛隊山口
- 自衛隊米子
- 武田薬品
- ダイソー

### 九州
- JR九州
- SUMCO（旧：コマツ電子金属→SUMCO TECHXIV、2012年7月廃部。選手・スタッフは住友電工[18]および三菱重工長崎に移籍）
- 岩田屋（1999年4月廃部、選手・スタッフはサニックスに移籍）
- サニックス（2006年11月廃部）
- チッソ水俣
- トヨタ自動車九州
- ベスト電器（廃部）
- ニコニコドー（1998年廃部）
- NEC九州（旧：九州日本電気、2002年廃部）
- ラララ（2002年3月廃部、選手・スタッフは旭化成に移籍[19]）
- 旭化成（女子陸上部は千葉県を拠点としていたが、延岡市に移転後2010年3月活動休止）
- 安川電機
- OKI（旧：宮崎沖電気→沖電気宮崎→沖電気。2009年3月廃部[20]、一部選手・スタッフは新設のキヤノンアスリートクラブ九州に移籍）
- キヤノンアスリートクラブ九州
- 九電工（旧：九州電工）
- 黒崎播磨（旧：黒崎窯業→KROSAKI→クロサキ）
- 財宝グループ
- 三菱重工（旧：三菱重工長崎→三菱日立パワーシステムズ長崎→MHPS）
- 三洋信販（2008年10月廃部[21]）
- 鹿児島徳洲会病院
- 十八親和銀行（旧：十八銀行）
- 西鉄
- 東芝LSI杵築（旧：杵築東芝→東芝杵築、2008年廃部）
- 平本染工場
- 野崎漬物
- ホンダ熊本（旧：本田技研熊本、2004年度をもって廃部）
- 三菱化学（旧：三菱化成→三菱化成黒崎、廃部）
- TOTO（旧：東陶機器）
- ダイエー（1995年に拠点を大阪府から福岡県に移転、1998年3月廃部）
- 新日鐵八幡（旧：八幡製鐵→新日鐵、廃部）
- 京セラ（女子は2000年に拠点を鹿児島から京都へ移転、2014年に鹿児島へ再移転。男子は2000年以降同好会として活動）
- 環微研（2009年廃部）
- ひらまつ病院
- 戸上電機製作所
- メモリード
- 肥後銀行
- 宮崎銀行
- 鹿児島銀行
- 国分自衛隊
- 日置市役所
- 南薩東京社